# 笹井千恵子
笹井 千恵子（ささい ちえこ、8月23日 - ）は、日本の女性声優。ケンユウオフィス所属。

## 来歴
勝田声優学院卒業。以前は劇団あかぺら倶楽部、アーツビジョンに所属していた。

## 人物
特技は芝居、紅茶、ワイン。

## 出演

### テレビアニメ
2003年
- GetBackers-奪還屋-

2004年
- クロノクルセイド（老婆）

2006年
- それいけ!アンパンマン（2006年 - 2024年、おことちゃん〈2代目〉、ゆりさん〈2代目〉、おしるこちゃん）
- DEATH NOTE（2006年 - 2007年、女性、アナウンサー、母親）

2008年
- RD 潜脳調査室（鈴木真知子）

2009年
- 明日のよいち!（旅館の女将）
- 源氏物語千年紀 Genji（更衣、女房A）

2011年
- NARUTO -ナルト- 疾風伝（おばあちゃん）

2012年
- 名探偵コナン（降屋栄絵）

2014年
- 寄生獣 セイの格率（泉信子）
- HUNTER×HUNTER（第2作）（村人B）

### 吹き替え

#### 映画
- アメリカン・サイコ（イヴリン・ウィリアムズ）
- ソードフィッシュ[3]

### ナレーション
- オルタナティブ・ソース office2000
- ゼクシィ・伝言ダイアル（電話受付ナレーション）
- 帝京大学学校案内（VP）

### CM
- 受験研究社 傾向と対策
- 名鉄運輸 宅配便

### 舞台
- 八つ墓村（梅幸尼）